# Charpentiera
Charpentiera – rodzaj roślin z rodziny szarłatowatych. Obejmuje sześć gatunków. Pięć z nich jest endemitami Hawajów, a jeden rośnie 2800 km dalej na południu – na wyspach Tubuai i Raivavae w archipelagu Îles Australes.
Lekkie gałęzie tych drzew były używane na podobieństwo fajerwerków przez Hawajczyków w tradycji ʻōahi. Podpalone gałęzie zrzucane były z wysokich klifów wyspy Kauaʻi, gdzie następnie unoszone były w powietrzu przez prądy wznoszące.

## Morfologia

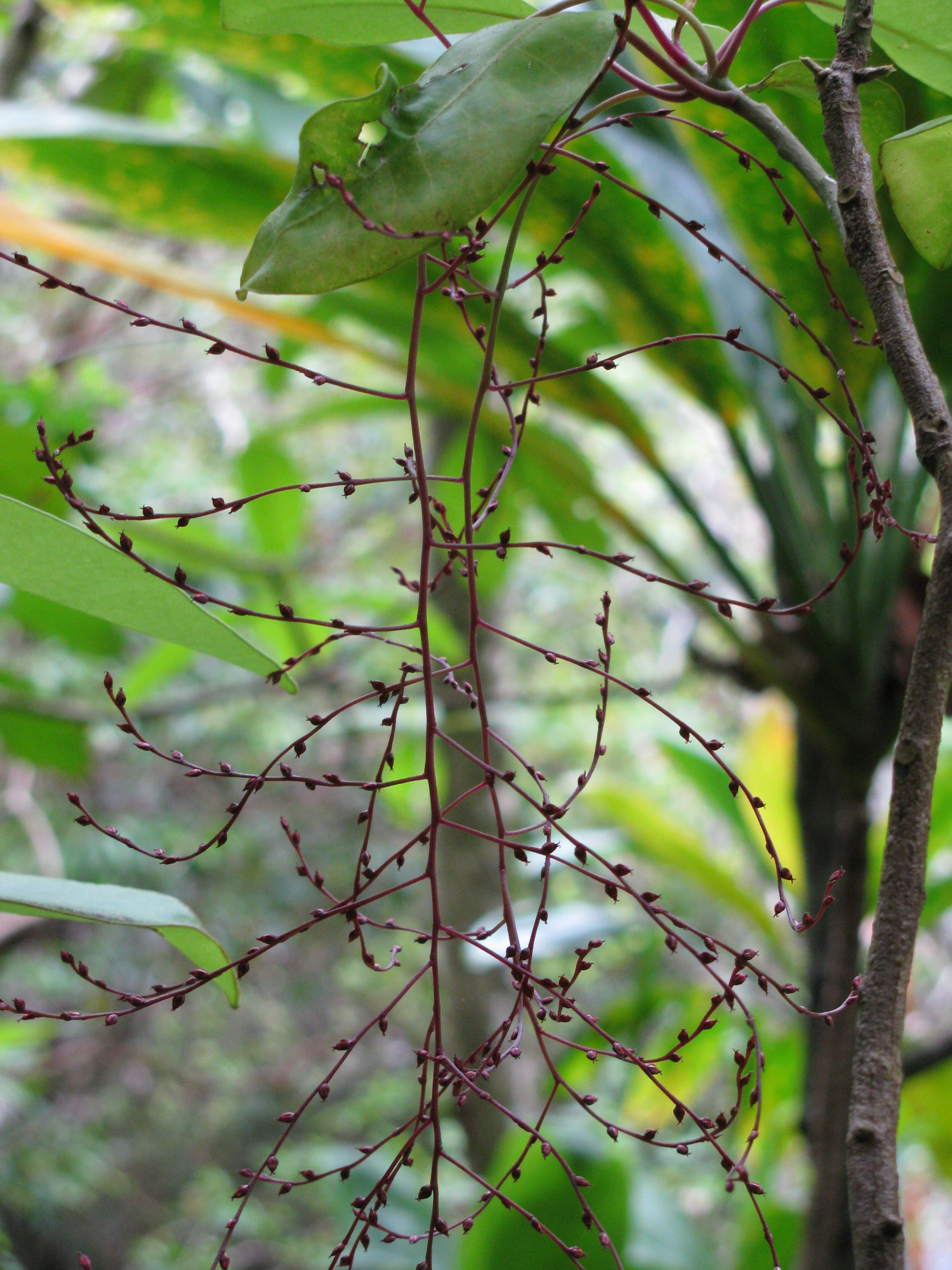
Kwiatostan Ch. obovata

PokrójSmukłe i niskie, czasem mające krzaczasty wygląd drzewa do kilku m wysokości lub bardziej okazałe drzewa o tęgim pniu i wysokości sięgającej ponad 12 m.
LiściePojedyncze, skrętoległe, o długości blaszki od kilku do 40 cm, blaszki u różnych gatunków cienkie lub skórzaste.
KwiatyDrobne, wiatropylne, jednopłciowe i obupłciowe (o różnej proporcji typów kwiatów u różnych gatunków), zebrane w zwisające wiechy. W obrębie kwiatostanu wyrastają pojedynczo w kątach przysadek. Listków okwiatu 5, wolnych, nagich lub owłosionych. Pręcików 5, u dołu zrośniętych kubeczkowato. Zalążnia z pojedynczym zalążkiem zwieńczona krótką szyjką słupka lub bez niego. Znamiona dwa.
OwoceDrobne orzeszki zawierające czarne nasiono.

## Systematyka
Rodzaj z rodziny szarłatowatych Amaranthaceae w jej szerokim ujęciu (obejmującym komosowate Chenopodiaceae). W obrębie rodziny rodzaj sytuowany jest blisko pozycji bazalnej podrodziny Amaranthoideae (poprzedzony jest tylko przez zajmujący bardziej bazalną pozycję rodzaj Bosea), której wyodrębnienie datowane jest na 59,5 miliona lat temu.
Wykaz gatunków
- Charpentiera australis Sohmer
- Charpentiera densiflora Sohmer
- Charpentiera elliptica (Hillebr.) A.Heller
- Charpentiera obovata Gaudich.
- Charpentiera ovata Gaudich.
- Charpentiera tomentosa Sohmer